# 1. Division 1978-1979
L'edizione 1978-79 della Bundesliga vide la vittoria finale dell'Austria Vienna.
Capocannoniere del torneo fu Walter Schachner dell'Austria Vienna con 24 reti.

## Classifica finale
|    | Classifica            | G  | V  | N  | P  | GF | GS | Pt |
| -- | --------------------- | -- | -- | -- | -- | -- | -- | -- |
| 1  | Austria Vienna        | 36 | 25 | 5  | 6  | 88 | 44 | 55 |
| 2  | Wiener Sport-Club     | 36 | 15 | 11 | 6  | 71 | 54 | 41 |
| 3  | Rapid Vienna          | 36 | 13 | 13 | 10 | 52 | 42 | 39 |
| 4  | Sturm Graz            | 36 | 14 | 9  | 13 | 43 | 50 | 37 |
| 5  | VOEST Linz            | 36 | 11 | 14 | 11 | 41 | 44 | 36 |
| 6  | SV Austria Salisburgo | 36 | 13 | 10 | 13 | 38 | 53 | 36 |
| 7  | Admira Wacker         | 36 | 13 | 8  | 15 | 42 | 43 | 34 |
| 8  | First Vienna FC       | 36 | 9  | 11 | 16 | 48 | 62 | 29 |
| 9  | Grazer AK             | 36 | 7  | 15 | 14 | 36 | 53 | 29 |
| 10 | FC Wacker Innsbruck   | 36 | 8  | 8  | 20 | 41 | 55 | 24 |

## Verdetti
- Austria Vienna Campione d'Austria 1978-79.
- VWiener Sport-Club e Rapid Vienna ammesse alla Coppa UEFA 1979-1980.
- FC Wacker Innsbruck retrocesso in Erste Liga.